# Diplopteraster
Diplopteraster is een geslacht van zeesterren uit de familie Pterasteridae.

## Soorten
- Diplopteraster clarki Bernasconi, 1937
- Diplopteraster hurleyi McKnight, 1973
- Diplopteraster multipes (M. Sars, 1866)
- Diplopteraster otagoensis McKnight, 2006
- Diplopteraster peregrinator (Sladen, 1882)
- Diplopteraster semireticulatus (Sladen, 1882)
- Diplopteraster verrucosus (Sladen, 1882)